# Палкино (Бежаницкий район)
Палкино — деревня на северо-западе Бежаницкого района Псковской области.  Входит в состав сельского поселения Ашевское.
Расположена на реке Ашевка (в 2 км от впадения в Сороть), в 25 км к северо-западу от райцентра Бежаницы и в 3 км к западу от села Ашево.
Численность населения деревни составляет 27 жителей (2000 год).
До 3 июня 2010 года деревня входила в состав ныне упразднённой Ашевской волости.